# Prosobonia
Prosobonia es un género de aves limícolas confinadas en las remotas islas del Pacífico de la Polinesia Francesa. Sólo había dos taxones extintos, hasta su fusión con Aechmorhynchus en 2012, lo que le valió la incorporación de dos nuevas especies, incluyendo una amenazada.

## Especies
De acuerdo con la clasificación del Congreso Ornitológico Internacional (orden filogenético):
- Prosobonia parvirostris (Peale, 1849) – andarríos de Tuamotu;
- †Prosobonia cancellata (Gmelin, JF, 1789) – andarríos de Kiritimati;
- †Prosobonia leucoptera (Gmelin, JF, 1789) – andarríos de Tahití;
- †Prosobonia ellisi Sharpe, 1906 – andarríos de Moorea.